# Noronhai elénia
A noronhai elénia (Elaenia ridleyana) a madarak osztályának verébalakúak (Passeriformes) rendjébe a királygébicsfélék (Tyrannidae) családjába tartozó faj.

## Rendszerezése
A fajt Richard Bowdler Sharpe angol ornitológus írta le 1888-ban.

## Előfordulása
A Brazíliához tartozó Fernando de Noronha-szigetcsoport területén honos. Természetes élőhelyei a szubtrópusi és trópusi síkvidéki esőerdők, száraz erdők és bokrosok. Állandó, nem vonuló faj.

## Megjelenése
Testhosszúsága 17 centiméter.

## Életmódja
Rovarokkal és gyümölcsökkel táplálkozik.

## Természetvédelmi helyzete
Az elterjedési területe nagyon kicsi, egyedszáma csak 50 példány körüli, viszont stabil. A Természetvédelmi Világszövetség Vörös listáján sebezhető fajként szerepel.